# کشمیر گته
کشمیر گته (به انگلیسی: Kashmir Goth) یک منطقهٔ مسکونی در پاکستان است که در ایالت سند واقع شده‌است. کشمیر گته ۲۰ متر بالاتر از سطح دریا واقع شده‌است.